# Casele Micești, Cluj
Casele Micești este un sat în comuna Feleacu din județul Cluj, Transilvania, România.